# Viktor Ujčík
Viktor Ujčík (né le 24 mai 1972 à Jihlava en Tchécoslovaquie aujourd'hui ville de République tchèque) est un joueur professionnel de hockey sur glace.

## Carrière

### Carrière en club
Il commence sa carrière professionnelle dans l'équipe de sa ville natale le HC Dukla Jihlava. Il ne joue que deux matchs de la saison de la 1.liga, la première division de son pays mais son équipe est tout de même sacrée championne du pays. Il se fait une place de titulaire dans l'attaque dès la saison suivante et va suivre l'équipe lors de la partition du pays en République tchèque et Slovaquie. Le HC Dukla Jihlava rejoint alors l'Extraliga, la nouvelle division tchèque mais l'équipe ne parvient toujours pas à accrocher un nouveau titre.
En 1994-95, il joue pour Dukla Jihlava mais également pour le club du HC Oceláři Třinec et l'année suivante, il rejoint les rangs du HC Slavia Prague. Au cours des années qui vont suivre, il va alterner entre Prague et Třinec et il joue même une partie de la saison 2002-03 avec l'équipe du HC Keramika Plzeň.
Choisi lors du repêchage d'entrée dans la Ligue nationale de hockey en 2001 par les Canadiens de Montréal lors de la neuvième ronde (266e joueur choisi), il ne rejoindra jamais l'Amérique du Nord. En 2004-05, il quitte son pays pour la première fois et rejoint les rangs du champion en titre de la SM-liiga, le premier échelon de Finlande, le Kärpät Oulu. Il va aider son équipe à remporter un second titre consécutif en 2005 avec notamment l'arrivée de joueurs de la LNH dont la saison est annulée pour cause de lock-out. L'équipe enregistre, entre autres, l'arrivée de Michael Nylander. En 2006-07, il est aligné aux côtés de Michal Broš son compatriote et du finlandais Janne Pesonen et leur seconde ligne de l'équipe est une de plus efficaces de la ligue. Il permet à son équipe de remporter un troisième titre.
En septembre 2007, il décide de revenir jouer dans son pays et signe alors un contrat avec le HC Vítkovice de l'Extraliga.
Il prend sa retraite en 2014.

### Carrière internationale
En 1992, il est sélectionné pour la première fois de sa carrière pour jouer avec l'équipe de Tchécoslovaquie le championnat du monde junior. L'équipe finit alors à la cinquième place.
À la suite de la partition de son pays, il rejoint l'équipe de République tchèque pour le championnat du monde de 1996 et il va alors aider son pays à remporter sa première médaille d'or depuis 1993. L'année suivante, l'équipe ne remporte que la médaille de bronze et il ne fait pas partie de l'équipe qui remporte la médaille d'or aux jeux Olympiques de Nagano : pour une fois la Ligue nationale de hockey avait décidé de laisser participer ses joueurs et même si l'équipe tchèque aligne de nombreux joueurs talentueux évoluant dans l'Extraliga, Ujčík n'est pas retenu.
Il participe tout de même au championnat du monde de 1999 puis de 2001 et remporte deux nouvelles médailles d'or. Il connaît sa dernière sélection pour le championnat du monde en 2002 alors que l'équipe connaît une décevante cinquième place.
Il joue son dernier match international contre la Suède en septembre 2002 et totalise 163 sélections pour 56 buts.

## Statistiques

### Statistiques en club
| Saison    | Équipe            | Ligue     |    | Saison régulière | Saison régulière | Saison régulière | Saison régulière | Saison régulière |   | Séries éliminatoires | Séries éliminatoires | Séries éliminatoires | Séries éliminatoires | Séries éliminatoires |
| Saison    | Équipe            | Ligue     | PJ | B                | A                | Pts              | Pun              | PJ               | B | A                    | Pts                  | Pun                  |                      |                      |
| 1990-1991 | HC Dukla Jihlava  | 1.liga    | 2  | 0                | 0                | 0                |                  |                  |   |                      |                      |                      |                      |                      |
| 1991-1992 | HC Dukla Jihlava  | 1. liga   | 35 | 10               | 8                | 18               |                  | 8                | 3 | 4                    | 7                    |                      |                      |                      |
| 1992-1993 | HC Dukla Jihlava  | 1. liga   | 30 | 16               | 16               | 32               |                  |                  |   |                      |                      |                      |                      |                      |
| 1993-1994 | HC Dukla Jihlava  | Extraliga | 48 | 20               | 33               | 53               |                  |                  |   |                      |                      |                      |                      |                      |
| 1994-1995 | HC Dukla Jihlava  | Extraliga | 44 | 21               | 18               | 39               | 67               |                  |   |                      |                      |                      |                      |                      |
| 1994-1995 | HC Třinec         | 1.liga    |    | 1                | 3                | 4                |                  |                  |   |                      |                      |                      |                      |                      |
| 1995-1996 | HC Slavia Prague  | Extraliga | 46 | 45               | 23               | 68               | 67               |                  |   |                      |                      |                      |                      |                      |
| 1996-1997 | HC Slavia Prague  | Extraliga | 40 | 26               | 21               | 47               | 41               | 3                | 1 | 1                    | 2                    | 4                    |                      |                      |
| 1997-1998 | HC Slavia Prague  | Extraliga | 17 | 12               | 8                | 20               | 10               |                  |   |                      |                      |                      |                      |                      |
| 1997-1998 | HC Třinec         | Extraliga | 31 | 11               | 13               | 24               | 63               | 13               | 8 | 10                   | 18                   | 4                    |                      |                      |
| 1998-1999 | HC Třinec         | Extraliga | 44 | 20               | 23               | 43               | 55               | 10               | 4 | 4                    | 8                    | 18                   |                      |                      |
| 1999-2000 | HC Třinec         | Extraliga | 42 | 14               | 20               | 34               | 32               | 4                | 1 | 0                    | 1                    | 28                   |                      |                      |
| 2000-2001 | HC Třinec         | Extraliga | 31 | 8                | 12               | 20               | 20               |                  |   |                      |                      |                      |                      |                      |
| 2000-2001 | HC Slavia Prague  | Extraliga | 19 | 9                | 9                | 18               | 8                | 11               | 8 | 8                    | 16                   | 10                   |                      |                      |
| 2001-2002 | HC Slavia Praha   | Extraliga | 52 | 25               | 23               | 48               | 51               | 9                | 3 | 0                    | 3                    | 6                    |                      |                      |
| 2002-2003 | HC Slavia Praha   | Extraliga | 13 | 4                | 0                | 4                | 8                |                  |   |                      |                      |                      |                      |                      |
| 2002-2003 | HC Keramika Plzeň | Extraliga | 23 | 12               | 5                | 17               | 41               |                  |   |                      |                      |                      |                      |                      |
| 2002-2003 | HC Sparta Prague  | Extraliga | 13 | 7                | 6                | 13               | 6                | 10               | 3 | 5                    | 8                    | 6                    |                      |                      |
| 2003-2004 | HC Sparta Prahgue | Extraliga | 19 | 11               | 7                | 18               | 6                | 13               | 0 | 2                    | 2                    | 18                   |                      |                      |
| 2003-2004 | HC Dukla Jihlava  | 1.liga    | 4  | 4                | 0                | 4                | 4                |                  |   |                      |                      |                      |                      |                      |
| 2004-2005 | Kärpät Oulu       | SM-Liiga  | 52 | 20               | 18               | 38               | 36               | 12               | 1 | 4                    | 5                    | 12                   |                      |                      |
| 2005-2006 | Kärpät Oulu       | SM-Liiga  | 23 | 8                | 2                | 10               | 24               | 11               | 2 | 3                    | 5                    | 10                   |                      |                      |
| 2006-2007 | Kärpät Oulu       | SM-Liiga  | 53 | 11               | 24               | 35               | 72               | 10               | 3 | 3                    | 6                    | 6                    |                      |                      |
| 2007-2008 | HC Vítkovice      | Extraliga | 51 | 19               | 16               | 35               | 79               | -                | - | -                    | -                    | -                    |                      |                      |
| 2008-2009 | HC Vítkovice      | Extraliga | 45 | 16               | 13               | 29               | 53               | -                | - | -                    | -                    | -                    |                      |                      |
| 2009-2010 | HC Vítkovice      | Extraliga | 52 | 14               | 19               | 33               | 16               | 16               | 3 | 7                    | 10                   | 8                    |                      |                      |
| 2010-2011 | HC Vítkovice      | Extraliga | 44 | 17               | 14               | 31               | 34               | 16               | 7 | 4                    | 11                   | 49                   |                      |                      |
| 2011-2012 | HC Vítkovice      | Extraliga | 35 | 14               | 18               | 32               | 4                | 7                | 6 | 0                    | 6                    | 4                    |                      |                      |
| 2012-2013 | HC Vítkovice      | Extraliga | 44 | 9                | 13               | 22               | 18               | 4                | 0 | 2                    | 2                    | 2                    |                      |                      |
| 2013-2014 | HC Dukla Jihlava  | 1.liga    | 3  | 1                | 3                | 4                | 4                | -                | - | -                    | -                    | -                    |                      |                      |

### Statistiques en équipe nationale
| Année | Équipe          | Compétition                 |    | PJ | B | A | Pts | Pun                |  | Résultats |
| 1992  | Tchécoslovaquie | Championnat du monde junior | 7  | 4  | 1 | 5 | 8   | Cinquième place    |  |           |
| 1996  | Tchéquie        | Championnat du monde        | 8  | 2  | 3 | 5 | 6   | Médaille d'or      |  |           |
| 1997  | Tchéquie        | Championnat du monde        | 7  | 1  | 1 | 2 | 4   | Médaille de bronze |  |           |
| 1999  | Tchéquie        | Championnat du monde        | 12 | 6  | 2 | 8 | 12  | Médaille d'or      |  |           |
| 2001  | Tchéquie        | Championnat du monde        | 9  | 6  | 1 | 7 | 4   | Médaille d'or      |  |           |
| 2002  | Tchéquie        | Championnat du monde        | 7  | 2  | 2 | 4 | 2   | Cinquième place    |  |           |